# Croissant
El croissant (AFI [kru'zan(t)] o [kru(e)'san(t)]) és un pastís petit i de forma de mitja lluna. És fet a base de mantega (margarina o saïm de porc) i pasta de full.
Hi ha una gran diversitat de mides i tipus de croissants. Alguns estan farcits de xocolata, de crema, fins i tot d'embotits. En comptes de farcir-los també és molt corrent banyar-los per la superfície, decorar-los amb espurnetes de xocolata al damunt.
Els seus orígens semblen remuntar-se a la ciutat de Viena, on es van crear per a commemorar la fi del setge de 1683 pels turcs. La paraula croissant significa 'creixent' en francès, per raó de la seva forma de lluna creixent, que és el símbol de l'islam. Al segle xix la invenció vienesa es va adaptar i propagar a la França, i fins i tot integrada a la cuina francesa.
Actualment els croissants són típics en els esmorzars, sobretot a França, per a acompanyar la llet o el cafè.
La paraula en català normalment guarda l'ortografia francesa. També existeix una forma localitzada però rarament utilitzada – crusant.

## Història
La història dels croissants és força interessant i està plena de mites. Tot i que és comú llegir que Maria Antonieta va introduir els croissants a França, la realitat és una mica diferent, el croissant modern és una evolució posterior. De fet, el croissant té els seus orígens a Àustria, on es coneixia com a kipferl, un brioix en forma de mitja lluna. La llegenda diu que els forners vienesos van crear el kipferl per celebrar la derrota dels otomans al setge de Viena el 1683.
Maria Antonieta, que era austríaca, probablement gaudia dels kipferl i podria haver jugat un paper en la introducció d'aquesta delícia a la cort i l'alta societat francesa, ajudant a popularitzat-los quan es va casar amb Lluís XVI. No obstant això, el croissant tal com el coneixem avui, fet amb massa pasta de full, no es va popularitzar a França fins al segle XIX, quan el pastisser austríac August Zang va obrir un forn a París el 1838.